# Justin Benson
Justin Benson (San Diego, 9 de junho de 1983) é um ator, cineasta, roteirista e produtor cinematográfico estadunidense.
Ele é mais conhecido por seu trabalho com o parceiro criativo Aaron Moorhead.

## Filmografia

### Cinema
| Ano  | Título                | Co-diretor | Escritor | Produtor | Editor | Notes                |
| ---- | --------------------- | ---------- | -------- | -------- | ------ | -------------------- |
| 2012 | Resolution            | Sim        | Sim      | Sim      | Sim    | Papel: Justin        |
| 2014 | V/H/S: Viral          | Sim        | Sim      | Sim      | Sim    | Segmento "Bonestorm" |
| 2014 | Spring                | Sim        | Sim      | Sim      | Sim    |                      |
| 2017 | The Endless           | Sim        | Sim      | Sim      | Sim    | Papel: Justin        |
| 2019 | Synchronic            | Sim        | Sim      | Sim      | Sim    |                      |
| 2019 | After Midnight        | Não        | Não      | Sim      | Não    | Papel: Shane         |
| 2020 | She Dies Tomorrow     | Não        | Não      | Sim      | Não    |                      |
| 2022 | Something in the Dirt | Sim        | Sim      | Sim      | Sim    | Papel: Levi          |

### Televisão
| Ano  | Título            | Nota(s)                                           |
| ---- | ----------------- | ------------------------------------------------- |
| 2020 | The Twilight Zone | episódio "8"                                      |
| 2022 | Archive 81        | episódios Terror in the Aisles e Spirit Receivers |
| 2022 | Moon Knight       | 6 episódios                                       |
| 2023 | Loki              | 2ª temporada                                      |